# Dancho Yordanov
Pour les articles homonymes, voir Dancho et Yordanov.
Dancho Yordanov (né le 23 novembre 1958) est un gymnaste bulgare. Il participe à huit épreuves aux Jeux olympiques.

## Jeux olympiques
- Jeux olympiques d'été de 1980 à Moscou ( Union soviétique)